# کوستاس سیمیکاس
'کوستاس سیمیکاس

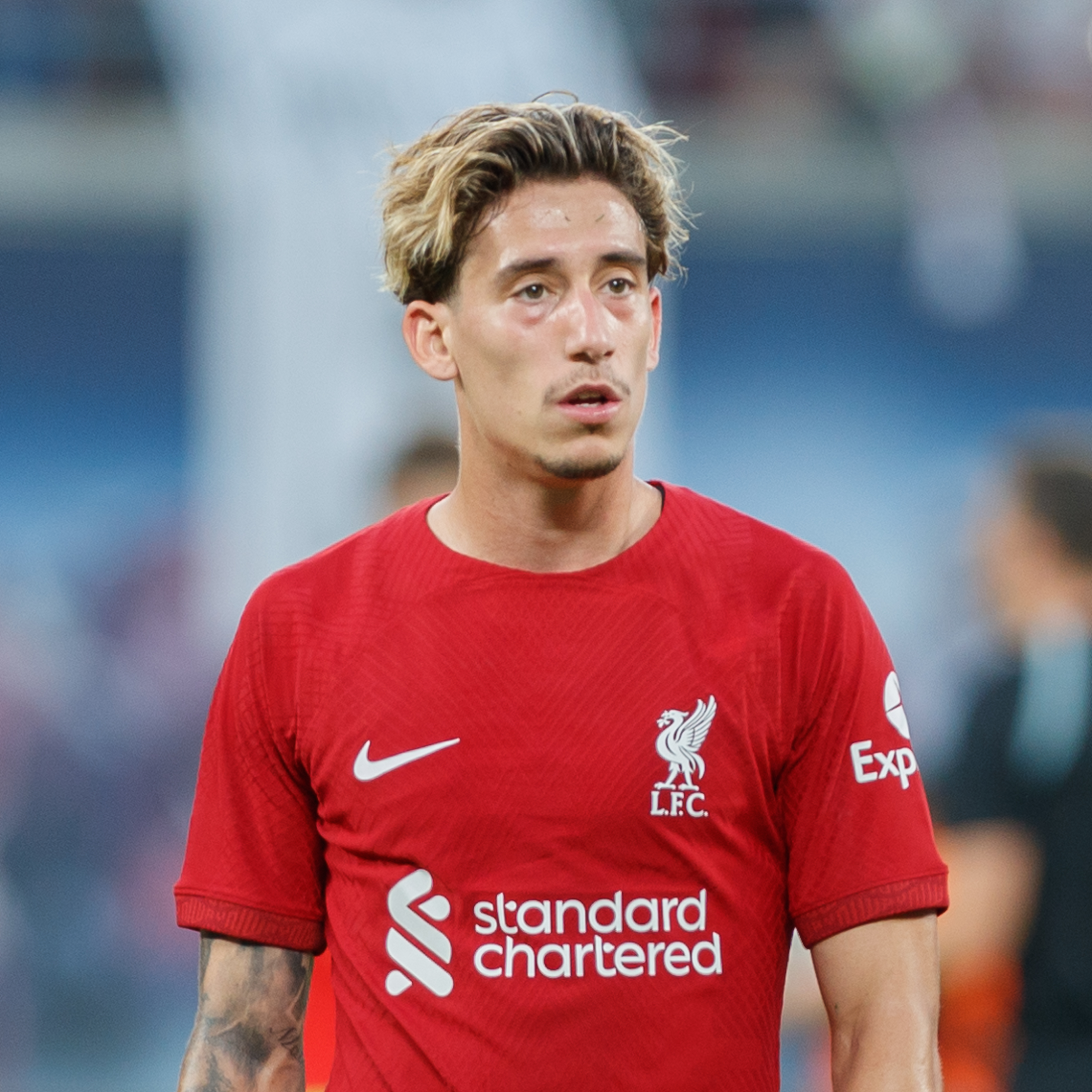
کوستاس سیمیکاس در سال ۲۰۲۲

کنستانتینوس 'کوستاس' سیمیکاس (یونانی: Κωνσταντίνος "Κώστας" Τσιμίκας؛ زادهٔ ۱۲ مهٔ ۱۹۹۶) بازیکن فوتبال اهل یونان است.
از باشگاه‌هایی که در آن بازی کرده‌است می‌توان به باشگاه فوتبال المپیاکوس اشاره کرد.
وی همچنین در تیم‌های ملی فوتبال زیر ۲۱ سال یونان، و یونان بازی کرده‌است.